# ODC
ODC, afkorting van Overwinning Door Combinatie is een van oorsprong rooms-katholieke Nederlandse amateurvoetbalclub uit Boxtel in Noord-Brabant, opgericht op 8 mei 1925. De clubkleuren zijn rood-wit-blauw. In totaal speelde het eerste mannenelftal drie seizoenen op het hoogste amateurniveau: in 1972/1973 en 1973/1974 in de Eerste klasse (destijds het hoogste amateurniveau) en ook in het seizoen 1984/1985 speelde de ploeg in de toenmalige hoogste afdeling, de Hoofdklasse. In het seizoen 2020/21 komt het eerste mannenelftal uit in de Derde klasse zondag.

## Geschiedenis
Na van tevoren de Breukelse- en Spoorstraat onveilig te hebben gemaakt met zelfgemaakte ballen, werden onder het raam van het winkeltje van Mieke Rusch in de Breukelsestraat de plannen gesmeed tot oprichting van een echte voetbalvereniging. Op de eerste plaats was hiervoor nodig een leren bal. Op 8 mei 1925 was het dan zover. De oprichtingsvergadering werd gehouden bij W. van de Steen in café Heidelust, gelegen aan de Esschebaan. Als naam werd gekozen "Hollandia", want die naam klonk heel aardig. Er werd meteen een bestuur gekozen, dat er als volgt uitzag: Voorzitter Cees van Ruremonde, secretaris Marinus Hazenberg en penningmeester Jo van Osch. Reeds na een paar weken werd de voorzitter vervangen. De nieuwe voorzitter werd Nico van de Burgt. Voor zegge en schrijven hfl. 1,- per week werd een veld gehuurd, gelegen langs de renbaan (Essche Heike). Hollandia ging direct in competitieverband spelen en kwam uit in de RKVB district 's-Hertogenbosch. Van bondswege moest de naam worden veranderd. Men koos toen voor de naam L en S (Lenig en Snel). De eerste competitiewedstrijd was tegen "Monta" uit 's-Hertogenbosch en werd gespeeld op 24 september 1925. 

Na enige jaren op het Essche Heike te hebben gespeeld, veranderde men ook van speelterrein. Van dezelfde eigenaar (boer Van Esch) kon men een veld huren, gelegen tussen De Braken en de Tongersestraat. De huur bedroeg hfl 3,- per week. De eigenaar behield het recht om door de week koeien te laten grazen op dit veld. In 1929 beleefde L en S zijn eerste grote wapenfeit door de "Huisgezin Wisselbeker" te winnen. Deze prachtige beker was beschikbaar gesteld door het Noord-Brabants Dagblad "Het Huisgezin". De finale werd gespeeld in Veghel, waar L en S als overwinnaar uit de strijd kwam, tegen RKVV Veghel. Dit huzarenstukje werd in 1930 herhaald door op eigen bodem DOSKO uit 's-Hertogenbosch met maar liefst 12-0 te verslaan. Alles ging Lenig en Snel, behalve het elftal. In 1931 kwam men tot de conclusie dat er nog slechts elf spelers en een reserve beschikbaar waren. De oplossing van dit probleem werd gevonden in het samengaan met de Botermannekes uit de wijk Tongeren. Zij hadden hun veld nabij de huidige Veldakkerstraat. Op een vergadering in café Nooten in de Van Salmstraat, waarbij de voorzitter van de voetbalbond aanwezig was, werd op diens verzoek de naam veranderd in O.D.C. (overwinning Door Combinatie). De rood-witte clubkleuren werden vervangen door de tricolore. Willem van Meersbergen werd als voorzitter gekozen. Men kwam uit in de Derde Klasse Zuid van de I.V.C.B. (Interdiocesane Voetbal Competitie Bond). De vereniging bloeide en in 1933 kon men verhuizen naar het nieuwe sportpark "Molenwijk".

## Naar de Hoofdklasse wegens overstap RKC
In 1984 promoveerde ODC naar de Hoofdklasse, destijds het hoogste amateurniveau. Gedurende het seizoen 1983/1984, toen ODC uitkwam in de Eerste klasse E, was al duidelijk dat behalve de kampioen ook de nummer twee zou promoveren naar de Hoofdklasse, doordat RBC in de zomer van 1983 de overstap van de Hoofdklasse naar het betaald voetbal had gemaakt. Toen één speelronde voor het eind van het seizoen 1983/1984 duidelijk werd dat ook RKC naar het betaald voetbal ging verkassen, maakte de KNVB bekend dat ook de nummer drie uit de Eerste klasse E naar de Hoofdklasse zou promoveren. Die derde plek werd op dat moment bezet door ODC, met nog slechts één wedstrijd te spelen en één punt voorsprong op concurrenten Alliance, Wilhelmina en BVV. Gevolg was dat ODC bij winst in de laatste wedstrijd verzekerd zou zijn van promotie naar de Hoofdklasse. Op 6 mei 1984 won ODC in Oosterhout de laatste speelronde met 3-0 van TSC, waarmee promotie een feit was. Het verblijf in de Hoofdklasse zou slechts één seizoen duren doordat ODC in het seizoen 1984/1985 niet verder kwam dan de dertiende plaats. Een memorabele wedstrijd van ODC in dat seizoen in de Hoofdklasse vond plaats op de laatste speeldag, thuis tegen EHC op 16 mei 1985. Terwijl ODC al vrijwel zeker was van degradatie, zou de tegenstander uit Hoensbroek bij winst in Boxtel het kampioenschap van de Hoofdklasse C behalen. ODC won de wedstrijd echter knap met 1-0 door een doelpunt van Jos van de Velden, maar dat resultaat bleek niet meer relevant: ODC degradeerde en EHC was alsnog kampioen door puntverlies van de concurrentie. Een dag later bracht ODC in het Brabants Dagblad naar buiten dat EHC voorafgaand aan de kampioenswedstrijd zou hebben geprobeerd om de ODC-ploeg om te kopen, met het aanbod om de wedstrijdpremies aan ODC af te staan in ruil voor een gunstig wedstrijdresultaat. De beschuldigingen werden de dag erna door EHC ontkend in Dagblad De Limburger.

## Vereniging
De eerste elftallen spelen op Sportpark Molenwijk in Boxtel. Daarnaast speelt, voornamelijk de jeugd, op Sportpark Wagenaars haar wedstrijden. Het eerste mannenelftal bestaat voor het grootste gedeelte zoveel mogelijk uit spelers die uit de eigen opleiding komen. Op zaterdag 6 september 2014 werd het gerenoveerde Sportpark Wagenaars heropend door voormalig profvoetballers Frank van der Struijk en Sander Heesakkers. Op zaterdag 21 januari 2017 werd het gerenoveerde Sportpark Molenwijk heropend. Het hoofdveld werd vernieuwd (kunstgras), de tribune gerenoveerd, en onder de tribunes werden kleedkamers en een bestuurskamer opgeleverd. De club is een van de vier voetbalclubs uit de gemeente Boxtel. De andere zijn RKSV Boxtel, DVG (Liempde) en LSV Boxtel.

## Mannen

### Erelijst
Eerste klasse (zondag)
Promotie naar Hoofdklasse C in 1984
Tweede klasse (zondag)
Kampioen in 1972, 1982, 1988
Derde klasse (zondag)
Kampioen in 1949, 1970, 1998
Promotie naar de Tweede Klasse in 1955, 2014
Vierde klasse (zondag)
Kampioen in 1946, 2024

## Competitieresultaten (mannen) 1941–2018
| 3 4N |

| 4 4L |

| 2 4K |

| 2 4K |

|  |

| 1 4C |

| 2 3B |

| 2 3B |

| 1 3C |

| 3 3B |

| 6 3B |

| 2 3B |

| 3 3A |

| 8 3A |

| 2 3A |

| 5 2A |

| 10 2A |

| 10 2A |

| 6 2A |

| 4 2A |

| 9 2A |

| 11 2A |

| 5 3A |

| 4 3A |

| 7 3B |

| 8 3B |

| 3 3B |

| 10 3B |

| 5 3B |

| 1 3B |

| 8 2A |

| 1 2A |

| 11 1E |

| 12 1E |

| 2 2A |

| 4 2A |

| 3 2A |

| 2 2A |

| 7 2A |

| 2 2A |

| 2 2A |

| 1 2A |

| 5 1E |

| 3 1E |

| 13 C |

| 11 1E |

| 5 2B |

| 1 2A |

| 8 1E |

| 8 1E |

| 11 1E |

| 11 2A |

| 7 3B |

| 6 3B |

| 9 3B |

| 6 3B |

| 8 3C |

| 1 3C |

| 6 2F |

| 9 2F |

| 8 2F |

| 5 2F |

| 8 2F |

| 8 2F |

| 6 2F |

| 11 2F |

| 6 3C |

| 5 3C |

| 2 3C |

| 10 3C |

| 2 3C |

| 9 3D |

| 5 3C |

| 2 3C |

| 4 2F |

| 11 2H |

| 2 3C |

| 6 3C |

| - 3C |

| Hoofdklasse | Eerste klasse | Tweede klasse | Derde klasse | Vierde klasse |

In elke staaf van de grafiek staat van boven naar beneden vermeld: 
- Eindnotering

Dit is de positie die de club heeft bereikt in de competitie, zonder eventuele beslissings-, play-off- of nacompetitiewedstrijden die nodig zijn geweest om bijvoorbeeld de kampioen van de competitie te bepalen.
Indien een * achter het getal staat is de notering een tussenstand en kan het zijn dat de notering niet overeenkomt met de uiteindelijke eindstand van de competitie.
Staat er een - dan is het seizoen nog bezig en is er geen definitieve uitslag bekend.
Staat er xx op de positie van de notering, dan heeft de club vroegtijdig de competitie verlaten. Dit kan onder andere komen door terugtrekking van het team, faillissement van de club of door een uitgedeelde straf van de KNVB. In veel gevallen staat elders in het artikel de reden vermeld.
Staat er een ? dan is het resultaat uit het verleden onbekend, en is alleen de competitie of het niveau bekend van dat seizoen.
In de seizoenen 2019/20 en 2020/21 werd wegens de coronacrisis het amateurvoetbal afgebroken. Daardoor kennen deze staven geen eindklassering (middels -- weergegeven).
- Competitieniveau en afdelingsletter of Officiële eindstand Eredivisie
  - Competitieniveau en afdelingsletter

Hierbij geeft het getal het niveau weer, dat ook terug te vinden is in de legenda. De letter is de afdelingsaanduiding en wordt gebruikt wanneer er meer afdelingen zijn op hetzelfde niveau. De afdelingsletter is altijd een hoofdletter en wordt meestal zonder nummer gebruikt.
Voorbeeld: 2F is niveau 2e klasse competitie F.
Het competitieniveau en nummer wordt niet vermeld wanneer er slechts één competitie van dit niveau was.
  - Officiële eindstand Eredivisie (getal staat tussen haakjes vermeld)

Sinds de introductie van play-offwedstrijden voor Europees voetbal na afloop van de reguliere competitie in 2005/06, is de KNVB verplicht een eindstand van de Eredivisie door te geven aan de UEFA aan de hand van deze play-offwedstrijden.
Bij deze eindstand staan clubs die zich hebben gekwalificeerd voor Europees voetbal hoger dan clubs die zich niet wisten te kwalificeren. Indien er geen verschil was tussen de eindnotering en de officiële eindstand, staat dit getal niet vermeld.

- Onderafdeling

Hier staat afgekort de naam van de onderafdeling indien de club in dat jaar in een onderafdeling uitkwam. Tevens staat deze afkorting in de legenda en wordt gelinkt naar het artikel over deze onderafdeling. Deze afkorting wordt alleen vermeld wanneer de club in het verleden in verschillende onderafdelingen heeft gespeeld. Deze vermelding is in de staaf altijd in kleine letters. Deze onderafdelingen zijn na het seizoen 1995/96 afgeschaft. Heeft de club in slechts één onderafdeling gespeeld, dan is dit alleen terug te vinden in de legenda.
Onder de staaf staat het jaartal vermeld waarin het seizoen is afgesloten. 15 verwijst naar het seizoen 2014/15 of eventueel het seizoen 1914/15.
Wanneer een staaf leeg is, zijn deze gegevens niet bekend. Het kan ook zijn dat de club dat seizoen niet heeft meegespeeld op het hogere amateurniveau, vroegtijdig de competitie heeft verlaten of uit de competitie is gezet.

In het seizoen 1944/45 was er wegens de Tweede Wereldoorlog geen regulier competitievoetbal.

## Vrouwen

### Erelijst
Hoofdklasse A
Kampioen in 1980
Eerste Klasse
Kampioen in 1978, 1996, 2003
KNVB beker
Winnaar in 1986 (ODC-UD 3-2)
Fair Play Cup KNVB
Winnaar in 1979

## Bekende (ex-)spelers
- Harry Schellekens
- Stefan Jansen[4]
- Armando Obispo[5]
- Sander Heesakkers[6]
- Maarten Peijnenburg[7]
- Frank van der Struijk[8]